# 함창 상원사 사불회탱
함창 상원사 사불회탱(咸昌 上院寺 四佛會幀)은 서울특별시 용산구, 국립중앙박물관에 있는 조선시대의 괘불화이다. 2001년 10월 25일 대한민국의 보물 제1326호로 지정되었다.
이 그림은 약사불(藥師佛)·아미타불(阿彌陀佛)·석가불(釋迦佛)·미륵불(彌勒佛) 4불(四佛) 각각의 법회 장면을 한 화면에 압축하여 그린 독특한 형식의 사불회탱화로 1560년에 죽은 지중추부사(知中 樞府事) 권찬(權纘) 등의 명복을 빌기 위해 풍산정(豊山正) 이종린(李宗麟, 1536〜1611)이 발원·조성한 것이다.
이 그림을 제작하면서 기록한 천도할 영가(靈駕)의 목록에는 권찬을 비롯하여 숙원이씨, 풍산정의 처가인 목사(牧使) 박간(朴諫) 부부와 딸인 억춘(億春), 그리고 남자 이씨 등이 올라 있고, 현세의 보체(保體)를 위한 명단에는 권찬의 부인으로 생각되는 정경부인(貞敬夫人) 윤씨(尹氏), 덕양군 부부, 당시 참의였던 성순(成詢) 부부, 역시 풍산군의 처가라고 여겨지는 어린 주인[小主] 박씨, 유사(有司) 이백춘(李伯春), 이경춘(李敬春), 이연춘(李連春) 등이 등재되어 있다.
명단에 보이는 바와 같이 풍산정은 1562년 당시 상중이었는데, 잇따른 주변 사람들의 죽음을 겪고 그 시련을 불력(佛力)으로 위로받고자 그림을 조성하게 되었을 것으로 여겨진다.
현재 남아 있는 조선 전·중기의 불화는 국내에 남아 있는 것이 극히 일부에 지나지 않고 거의 일본에 있으며, 그 숫자 또한 고려불화보다 적어 희소 가치가 크다.
그림 하단에 첨부된 화기(畵記)가 거의 그대로 남아 있어 왕실 관련 원주자(願主者)와 당시 불화제작과 관련한 여러 상황 등을 이해하는데 많은 도움을 주는 작품이다.

## 참고 자료
- 함창 상원사 사불회탱 - 국가유산청 국가유산포털